# جونیور کوگلان
جونیور کوگلان (انگلیسی: Junior Coghlan; ۱۵ مارس ۱۹۱۶ – ۷ سپتامبر ۲۰۰۹) بازیگر اهل ایالات متحده آمریکا بود. وی بین سال‌های ۱۹۲۰ تا ۱۹۶۹ میلادی فعالیت می‌کرد.
از فیلم‌ها یا برنامه‌های تلویزیونی که وی در آن نقش داشته‌است می‌توان به بر باد رفته، فرشتگانی با چهره‌های زشت، دانه‌های شن، شزم!، ماجراهای کاپیتان مارول، و نوت راکنی آمریکایی اشاره کرد.